# Cupa României 1958-1959
Ediția 1958-1959 a fost a 21-a ediție a Cupei României la fotbal. A fost prima ediție câștigată de Dinamo București în finala unui meci cu FC Baia Mare. Câștigătoarea ediției anterioare, Știința Timișoara, a fost eliminată din primul tur.

## Desfășurare
Toate meciurile, exceptând finala (care a avut loc în București) s-au jucat pe teren neutru. În șaisprezecimi au participat 32 de echipe, din care făceau parte și cele din Divizia A. Dacă după 90 de minute scorul era egal se jucau două reprize de prelungiri a câte 15 minute. Dacă după prelungiri scorul era tot egal, meciul se rejuca.

## Șaisprezecimi
| Data           | Oraș         | Echipă gazdă            |   | Echipă oaspete               | Rezultat            |
| -------------- | ------------ | ----------------------- | - | ---------------------------- | ------------------- |
| 8 martie 1959  | Arad         | UTA Arad                | – | AMEF Arad                    | 3:2 (1:1)           |
|                | Brăila       | CCA București           | – | Focșani                      | 8:1 (5:0)           |
|                | București    | Petrolul Ploiești       | – | Carpați Sinaia               | 3:0 (2:0)           |
|                | Câmpina      | Progresul București     | – | Textila Sfântu Gheorghe      | 1:0 (1:0)           |
|                | Cluj         | Știința Cluj            | – | CFR Cluj                     | 4:2 (3:1)           |
|                | Constanța    | Farul                   | – | CS Portul Constanța          | 2:0 (0:0)           |
|                | Fălticeni    | CS Botoșani             | – | Pașcani                      | d.p. 2:1 (1:0, 1:1) |
|                | Galați       | Dunărea de Jos          | – | Locomotiva Filaret București | 2:1 (1:1)           |
|                | Piatra Neamț | Dinamo Bacău            | – | CSM Moinești                 | 3:2 (2:0)           |
|                | Ploiești     | Dinamo București        | – | Rafinăria Câmpina            | 4:0 (1:0)           |
|                | Ploiești     | Metalul Târgoviște      | – | Rapid București              | 1:2 (0:1)           |
|                | Sibiu        | Steagul Roșu Or. Stalin | – | Arieșul Turda                | 2:1 (1:1)           |
|                | Simeria      | Aurul Brad              | – | Jiul Petroșani               | d.p. 2:2 (0:2, 2:2) |
|                | Timișoara    | CFR Timișoara           | – | Poli Timișoara               | 2:0 (2:0)           |
|                | Târgu Jiu    | Minerul Aninoasa        | – | Electroputere Craiova        | 1:0 (1:0)           |
| 15 martie 1959 | Carei        | F.C. Baia Mare          | – | Voința Oradea                | 3:1 (1:0)           |
| 18 martie 1959 | Simeria      | Aurul Brad              | – | Jiul Petroșani               | d.p. 0:0            |

## Optimi
| Data           | Oraș     | Echipă gazdă        |   | Echipă oaspete          | Rezultat  |
| -------------- | -------- | ------------------- | - | ----------------------- | --------- |
| 1 aprilie 1959 | Brăila   | Petrolul Ploiești   | – | Dunărea de Jos          | 3:0 (1:0) |
|                | Câmpina  | CCA București       | – | Steagul Roșu Or. Stalin | 3:1 (0:0) |
|                | Craiova  | Progresul București | – | CFR Timișoara           | 2:0 (1:0) |
|                | Deva     | Aurul Brad          | – | Minerul Aninoasa        | 2:1 (1:0) |
|                | Oradea   | F.C. Baia Mare 1    | – | Știința Cluj            | 2:0 (2:0) |
|                | Ploiești | Rapid București     | – | Farul                   | 3:2 (0:1) |
|                | Sibiu    | Dinamo București    | – | UTA Arad                | 1:0 (1:0) |
|                | Suceava  | Dinamo Bacău        | – | CS Botoșani             | 4:1 (3:1) |

- Metalul Baia Mare și-a schimbat denumirea în CSM Baia Mare.

## Sferturi
| Data        | Oraș          | Echipă gazdă        |   | Echipă oaspete    | Rezultat  |
| ----------- | ------------- | ------------------- | - | ----------------- | --------- |
| 20 mai 1959 | Arad          | Rapid București     | – | Aurul Brad        | 3:0 (1:0) |
|             | Orașul Stalin | F.C. Baia Mare      | – | Petrolul Ploiești | 1:0 (0:0) |
|             | București     | Dinamo București    | – | CCA București     | 3:1 (1:0) |
|             | Focșani       | Progresul București | – | Dinamo Bacău      | 2:1 (0:1) |

## Semifinale
| Data         | Oraș      | Echipă gazdă     |   | Echipă oaspete      | Rezultat  |
| ------------ | --------- | ---------------- | - | ------------------- | --------- |
| 3 iunie 1959 | Arad      | F.C. Baia Mare   | – | Progresul București | 2:1 (1:1) |
|              | București | Dinamo București | – | Rapid București     | 5:3 (4:0) |

## Finala
| 14 iunie 1958 | Dinamo București                        | 4 – 0 | F.C. Baia Mare | Stadionul 23 August, București Spectatori: 40.000 Arbitru: Solomon Segal (București) |
| 14 iunie 1958 | Szakacs 30', 80', 90' Vasile Anghel 57' |       |                | Stadionul 23 August, București Spectatori: 40.000 Arbitru: Solomon Segal (București) |

| DINAMO BUCUREȘTI: |                  |
|                   |                  |
| P                 | Iuliu Uțu        |
| F                 | Cornel Popa      |
| F                 | Valeriu Călinoiu |
| F                 | Nicolae Panait   |
| M                 | Vasile Alexandru |
| F                 | Ion Nunweiller   |
| A                 | Vasile Anghel    |
| A                 | Iosif Varga      |
| A                 | Alexandru Ene    |
| A                 | Iosif Szakacs    |
| A                 | Ladislau Köszegi |
| Antrenor:         |                  |
| Iuliu Baratky     |                  |

| CSM BAIA MARE: |                 |
|                |                 |
| P              | Solomon Vlad    |
| F              | Victor Mălăieru |
| F              | Iosif Gergely   |
| F              | Vasilescu       |
| M              | László Gergely  |
| M              | Adalbert Fehér  |
| A              | Elemer Sulyok   |
| A              | Horzsa          |
| A              | Ernestin Drăgan |
| A              | Ladislau Vlad   |
| A              | Rusu            |